# Рубинян, Карапет Рубенович
Карапе́т Рубе́нович Рубиня́н (арм. Կարապետ Ռուբենի Ռուբինյան, 14 сентября 1957, Ереван) — армянский политический и общественный деятель, бывший заместитель председателя Национального собрания Республики Армения (1995—1998), бывший начальник контрольной службы президента Армении (1993—1995), бывший вице-мэр Еревана (1992—1993), бывший глава Шенгавитского исполкома г. Еревана (1991—1992).

## Биография
- 1964—1974 — Ереванская средняя школа № 38 им. Белинского.
- 1974—1979 — Ереванский политехнический институт. Инженер-электротехник.
- 1979—1981 — работал в качестве инженера в научно-производственном объединении «Айастоц».
- 1981—1982 — старший инженер в Армянском филиале «ВНИИСтандартэлектро».
- 1982—1991 — старший инженер, инженер-конструктор первой категории, заведующий сектором, а затем начальник информационно-вычислительного центра НПО «Транзистор».
- С 1988 — член комитета «Карабах» НПО «Транзистор», одновременно участник «Армянского общенационального движения».
- 1989—1990 — в составе добровольческой дружины НПО «Транзистор» участвовал в обороне села Булутан Гадрутского района НКАО.
- 1990—1995 — депутат Верховного совета Армянской ССР. 1990—1991- Член постоянной комиссии по местному самоуправлению. Член партии «АОД».
- 1991—1999 — был членом правления «Армянского общенационального движения».
- 1991—1992 — был префектом общины Шенгавит (г. Ереван).
- 1992—1993 — был вице-мэром Еревана.
- 1993—1995 — начальник контрольной службы президента Армении.
- 1995—1999 — депутат парламента, с 27 июля 1995—1998 — вице-спикер парламента Армении, c 1998—1999 член постоянной комиссии по финансово-кредитным, бюджетным и экономическим вопросам. Член партии «АОД».
- 1997—1999 — заместитель председателя парламентской ассамблеи Черноморского экономического сотрудничества.
- 1998—2000 — председатель совета «АОД» Шенгавитской общины (г. Ереван).
- 1999—2000 — вместе с соратниками основал и возглавлял общественную организацию «ЕвроУги» («ЕвроПуть»).
- 1999—2006 — вместе с соратниками основал и был членом «Армат» — центра развития демократии и гражданского общества.
- 2006—2007 — вместе с соратниками основал и участвовал в «Движении гражданского неповиновения».
- 2007—2008 — активно участвовал в предвыборной кампании кандидата в президент Левона Тер-Петросяна, был заместителем начальника предвыборного штаба в Шенгавитской общине Еревана.
- 2008 — после прошедших с грубейшими нарушениями и подтасованных выборов[1] активно участвовал в Общенациональном движении по аннулированию его результатов. После разгрома сидячего митинга на площади Свободы и расстрела мирных демонстрантов 1 марта, 3 марта был репрессирован: с ложным обвинением в участии в узурпации власти и в организации массовых беспорядков, провел 71 день в тюрьме (подвал КГБ). После изменения меры пресечения 12 мая на подписку о невыезде, с группой единомышленников и бывших политзаключенных основал «Комитет по защите политзаключенных и репрессированных в Армении»[2]. 13 декабря прокуратура решила ввиду недостаточности доказательств прекратить уголовное преследование Рубиняна и оправдать его.[3]